# Fundacja Aeris Futuro
Fundacja Aeris Futuro – pozarządowa organizacja ekologiczna założona w lutym 2006, dzięki wsparciu merytorycznemu i finansowemu Fundacji Sendzimira. Zapisaną w statucie misją fundacji jest skuteczne przeciwdziałanie globalnym zmianom klimatu, ochrona i zwiększanie różnorodności biologicznej i krajobrazowej, wspieranie rozwoju społeczności lokalnych oraz promowanie społecznie odpowiedzialnego biznesu. Swoją misję Fundacja realizuje poprzez realizację projektów ekologicznych i edukacyjnych.
Założycielem i byłym prezesem Fundacji jest Joanna Mieszkowicz. Aktualnie jest nim Marek Piątkowski. Fundacja jest członkiem Koalicji Klimatycznej oraz Koalicji Lanckorońskiej na rzecz zrównoważonego transportu.

## Projekty Fundacji

### Program dotacyjny „Czas na las”
Wspiera finansowo i merytorycznie (pomoc szkoleniowa, doradcza i informacyjna) inicjatywy na rzecz zazieleniania (zalesienia, zadrzewianie) przez jednostki samorządu terytorialnego, organizacje pozarządowe i społeczności lokalne. Jest on realizowany pod patronatem Ministra Środowiska. Został zapoczątkowany 1 października 2005 r. dzięki wsparciu merytorycznemu i finansowemu Fundacji Sendzimira. Program polega na sadzeniu określonej ilości drzewek w celu neutralizacji wyemitowanego dwutlenku węgla oraz prowadzeniu działań informacyjnych i edukacyjnych na temat zmian klimatu i sposobów przeciwdziałania temu procesowi. Wyliczenie ilości drzew których posadzenie zneutralizuje nasz klimatyczny odcisk umożliwia kalkulator CO2. Celem Programu Czas na las jest wskazywanie metod, tworzenie możliwości oraz inspirowanie praktycznych działań na rzecz redukcji koncentracji i emisji gazów cieplarnianych, a w szczególności dwutlenku węgla.
Integralną częścią Programu „Czas na las” jest Program dotacyjny, w ramach którego: gminy, organizacje pozarządowe, placówki oświatowe mogą uzyskać dofinansowanie, na działania objęte zakresem Programu. Program dotacyjny jest programem ciągłym, jest realizowany w II transzach rocznie (wiosennej i jesiennej).
Formy działań, które mogą zostać dofinansowane w ramach Programu:
- odnowienie uprawy leśnej,
- zalesienie gruntu nieleśnego,
- zadrzewienie terenu w formie parku miejskiego, alei drzew, zadrzewienia wzdłuż drogi, zadrzewienia śródpolnego, zadrzewienia wzdłuż rzeki i in.,
- rekultywacja terenu poprzez zalesienie lub zadrzewienie.

Inauguracja Programu „Czas na las” odbyła się w gminie Zawoja, gdzie Fundacja we współpracy z Zawojskim Stowarzyszeniem Właścicieli Lasów Prywatnych posadziła pierwsze drzewa. Programu jest przedsięwzięciem ogólnopolskim. Dotychczas był realizowany w województwie małopolskim, łódzkim i lubuskim w 2008 roku program zostanie rozszerzony o województwa mazowieckie, śląskie i wielkopolskie. W ramach Programu zadrzewiana była również Międzynarodowy Szlak Rowerowy Greenways Kraków – Morawy – Wiedeń. Do tej pory w ramach Programu zostało posadzone ok. 160 000 sadzonek.

### Climathon

#### Edycja 2016
Climathon to światowy 24-godzinny maraton dotyczący zmian klimatu. W 2016 roku w tym samym czasie odbył się w 121 miastach na całym świecie. Celem Climathonu jest wypracowanie lokalnych projektów, które następnie będą wdrażane w życie. Uczestnicy krakowskiej edycji szukali wspólnie odpowiedzi na pytanie, jak wzmocnić udział mieszkańców w działaniach na rzecz ochrony klimatu.
24-godzinne wydarzenie Climathon Kraków 2016 zorganizowane zostało wspólnie przez Fundację Aeris Futuro i Urząd Miasta Krakowa. W dniach 28-29 października 2016 w międzynarodowym maratonie dotyczącym zmian klimatu brało udział 8 krakowskich zespołów, łącznie 50 osób. Do konkursu na najlepszy projekt, który będzie realizowało miasto, przystąpili studenci, przedstawiciele organizacji pozarządowych, środowisk lokalnych aktywistów, takich jak: Fundacji Napraw Sobie Miasto, Fundacji Strefa Zieleni, Ruchu Zero Waste Polska, Citizens' Climate Lobby, Stowarzyszenia „Ogród Grzegórzki", Koła Naukowego Odnawialnych Źródeł Energii „Grzała" z AGH, Koła Naukowego „Green Energy" z AGH, Samorządu Doktorantów UEK, Międzynarodowego Stowarzyszenia Innowatorów Społecznych „Ashoka", Sekcji Polskiej Europejskiego Ruchu Odnowy Wsi i Małych Miast ECOVAST, Kooperatywy Wawelskiej. 
Konkurs wygrał projekt "Alternatywna Przestrzeń Publiczna", którego autorami są: Żaneta Nguyen Huu, Marek Grochowicz, Grzegorz Smułek /studenci Instytutu Geografii i Gospodarki Przestrzennej, Uniwersytet Jagielloński/ oraz Piotr Podsiadły /Citizens' Climate Lobby/. Wyróżnienia przyznano dwóm projektom: „Jak przedepty chronią przed globalnym ociepleniem", oraz drugiemu: „Zielone Dachy 2.0", którego wdrożenie pozwoliłoby na zwiększenie zielonej przestrzeni miasta i retencji wody opadowej. Pozostali uczestnicy pracowali nad działaniami dotyczącymi wykorzystania nieprzydatnych materiałów budowlanych i żywności, wspierającymi ograniczenie ilości odpadów wytwarzanych przez sklepy spożywcze czy wymianę pieców węglowych, zagospodarowanie terenu zielonego na osiedlu Czyżyny.
Wygrany projekt „Alternatywna Przestrzeń Publiczna dla Kazimierza" polega na odzyskiwaniu ulic dla przestrzeni publicznej. Ich zamknięcie ma przebiegać stopniowo, najpierw na weekend, potem dwa tygodnie i więcej, a w końcu po osiągnięciu konsensusu na stałe. O wykorzystaniu docelowym ulicy decydować będą sami mieszkańcy od samego początku aktywnie angażowani w projekt. W decyzji pomóc ma duża makieta obrazująca przewidywane zmiany. Poprzez sukcesywne wdrażanie i partycypację zainteresowanych, łatwiej będzie oswoić się ze zmianami i usprawnić rozwiązanie. Witold Śmiałek, Doradca Prezydenta Krakowa ds. jakości powietrza jest zdania, że ruch samochodowy powinien być ograniczony także w innych miejscach w mieście, np. wokół Rynku Podgórskiego.
Zwycięzcę wyłoniło Jury pod Przewodnictwem Andrzeja Łazęckiego, Zastępcy Dyrektora Wydziału Gospodarki Komunalnej Urzędu Miasta Krakowa. W gronie Członków Jury zasiadali politycy i radni, przedstawiciele urzędu miasta, jednostek miejskich, ośrodków naukowych, biznesu, organizacji pozarządowych i mediów.

#### Edycja 2017
24-godzinne wydarzenie Climathon Kraków 2017 zorganizowane zostało wspólnie przez Fundację Aeris Futuro i Urząd Miasta Krakowa. Tegoroczna konferencja odbyła się pod hasłem - Energia dla klimatu. Wszyscy uczestnicy wydarzenia, wychodząc od hasła przewodniego, mieli za zadanie zaprojektować rozwiązanie promujące ochronę klimatu w Krakowie, zwiększające zaangażowanie społeczeństwa.
W dniach 27-28 października 2017 w międzynarodowym maratonie (200 miast na świecie) dotyczącym zmian klimatu brały udział 4 krakowskie zespoły. Do konkursu na najlepszy projekt, który będzie realizowało miasto, przystąpili studenci, przedstawiciele organizacji pozarządowych oraz przedstawicieli Ogólnopolskiego Stowarzyszenia Budownictwa Naturalnego z Poznania i wielu innych gości. 
Zwycięzcą drugiej edycji Climathonu został zespół studentów geografii Uniwersytetu Jagiellońskiego w składzie: Aleksandra Łęczek, Kamil Rosiński, Karolina Wieczerzak i Dominik Zwiech. Przygotowany projekt - City cha(lle)nge - ma być kampanią społeczną połączoną z aplikacją mobilną. 
Projekt Zróbmy dobry klimat -  który zajął II miejsce, został przygotowany przez: Cezarego Czempika z Ogólnopolskiego Stowarzyszenia Budownictwa Naturalnego z Poznania, Jakuba Stachowiaka, Apolinarego Żuchowicza oraz Olgi Vovk. Jego autorzy zaproponowali zastosowanie innowacyjnych rozwiązań poprawiających klimat mieszkań oraz zmniejszających koszty eksploatacji. Kierowany był do ludzi, wymieniających piece. Trzecie miejsce przypadło projektowi - Klimat jest w nas! - Kingi Choczyńskiej, Andżeliki Grywalskiej oraz Waldemara Boczara. Autorzy zaplanowali kampanię społeczną, wykorzystującą kalkulator CO2, aby uświadamiać ludziom konieczność oszczędzania energii. Kampania miała być połączona z konkursami i aplikacjami mobilnymi. Czwarte miejsce zajął projekt - Magdaleny Kasprzak, Romana Niebieskiego adresowany do krakowskich kierowców. 
Podczas krakowskiej edycji całości prac pilnowali: Joanna Mieszkowicz - prezeska Fundacji Aeris Futuro, dr hab. Anita Bokwa - Uniwersytet Jagielloński, Instytut Geografii i Gospodarki Przestrzennej, Zakład Klimatologii, Andrzej Łazęcki - z-ca dyrektora wydziału gospodarki komunalnej Urzędu Miasta Krakowa, Andrzej Kraśnieński, Paweł Jastrzębski - Centrum Poszanowania Energii i Zrównoważonego Rozwoju WGGiOŚ AGH w Miękini oraz Paweł Szlachta - prezes zarządu Forum Klastrów Małopolski.

### Zadedykuj drzewko
Akcja umożliwiająca ufundowanie drzewka jako prezent, które Fundacja sadzi i pielęgnuje. Dotychczas kilkaset osób ufundowało drzewo swoim najbliższym. W wyniku tego projektu w Zawoji powstał Las Zakochanych, w którym każde drzewo jest opisane tabliczką z osobistą dedykacją.

### Z nauką w las
Projekt edukacyjny skierowany do szkół i przedszkoli. Obejmuje prelekcje w placówkach oświatowych, sadzenie drzew w okolicy placówki i konkurs plastyczny.

### Kalkulator CO2
Jest to pierwsze w Polsce narzędzie umożliwiające obliczenie śladu klimatycznego (ilości dwutlenku węgla wyemitowanego przez pojedynczą osobę, firmę czy też organizację) w zależności od korzystania z różnych środków transportu oraz liczby drzew, które daną ilość CO2 zaabsorbują. Każde średniej wielkości drzewo przyczynia się do globalnej ochrony klimatu, absorbując 6 kg CO2 rocznie.